# Rupert Hollaus

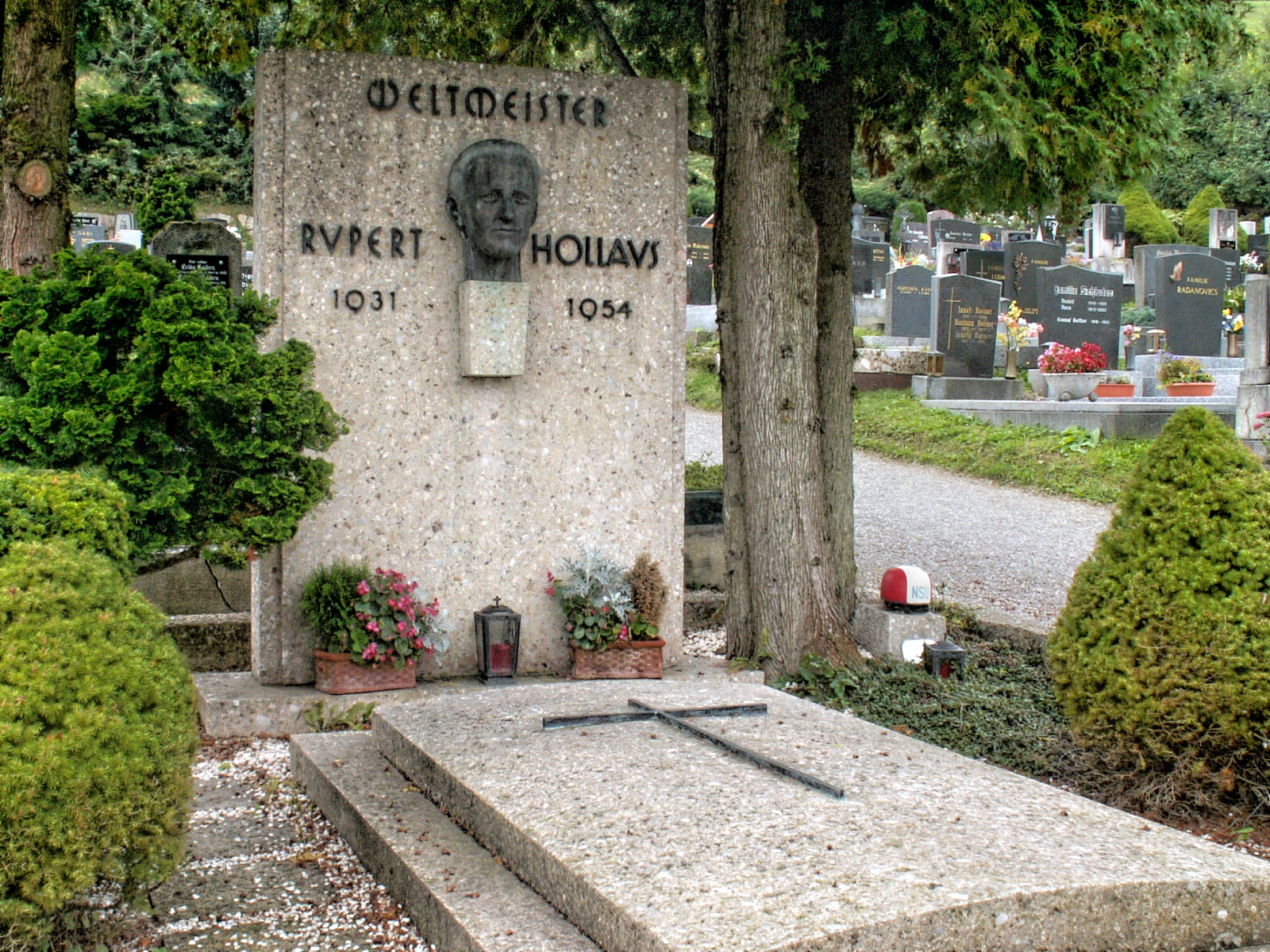
Grab von Rupert Hollaus am Ortsfriedhof in Traisen

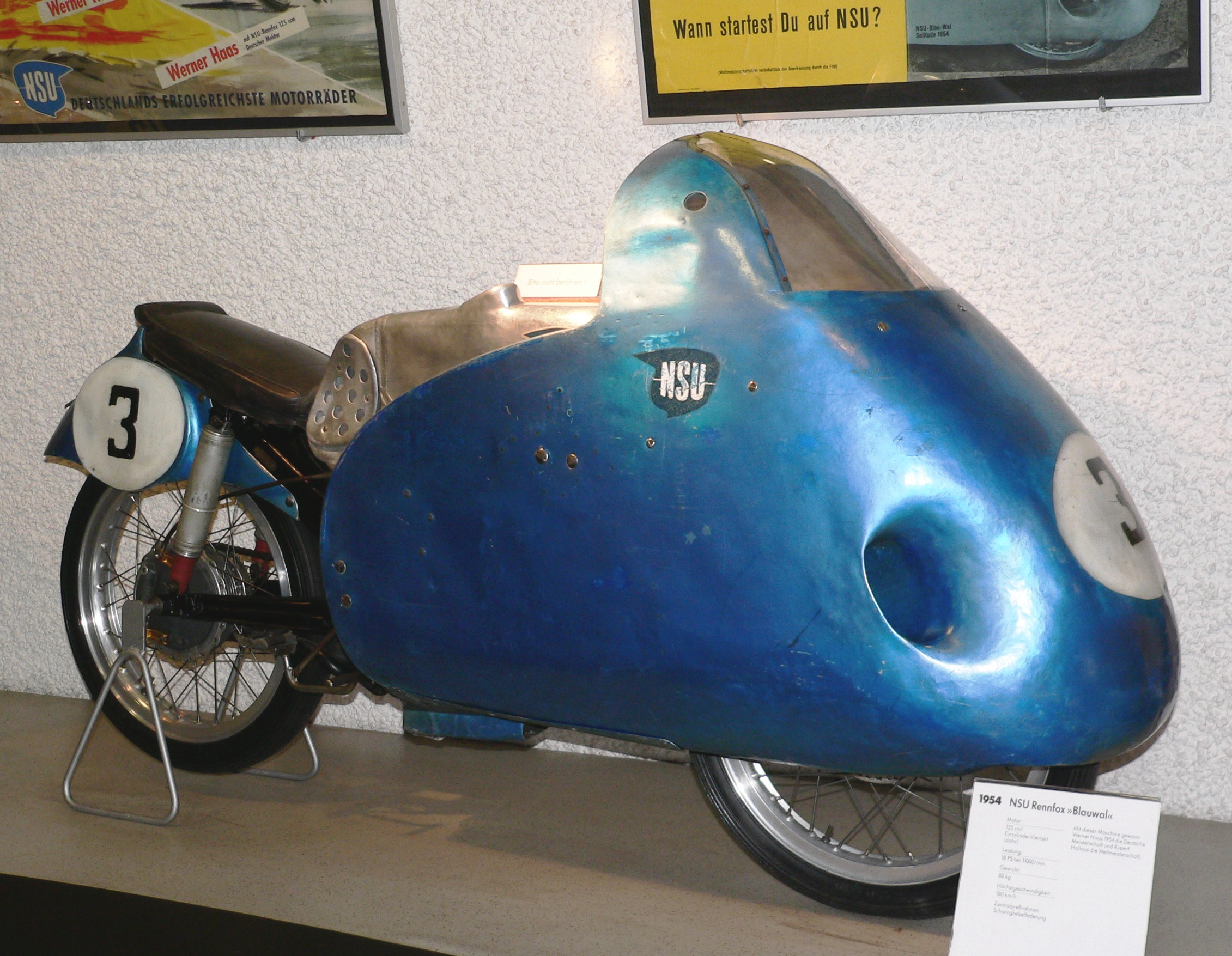
125-cm³-NSU-Rennfox „Blauwal“ der Saison 1954

Rupert Hollaus (* 4. September 1931 in Traisen, Österreich; † 11. September 1954 in Monza, Italien) war ein österreichischer Motorradrennfahrer (Straße und Bahn).

## Karriere
Hollaus bestritt 1950 sein erstes Rennen auf Moto Guzzi. Er nahm unter anderem am Großen Preis von Österreich teil.
1953 siegte er auf einer Mondial-Maschine bei der Rundfahrt um Parma.
In der Saison 1954 wurde er auf NSU als bisher einziger Österreicher Straßenweltmeister in der 125-cm³-Klasse sowie Vize-Weltmeister in der 250-cm³-Klasse. Ebenso gelang Hollaus als erstem Österreicher ein Sieg bei der Tourist Trophy auf der Isle of Man, ebenfalls im Jahr 1954.
Rupert Hollaus ereilte ein ähnliches Schicksal wie 16 Jahre später Jochen Rindt. Er verunglückte als bereits feststehender Weltmeister der 125-cm³-Klasse beim Training zum Großen Preis der Nationen im italienischen Monza tödlich.
Zu seinen Ehren veranstaltet der ehemalige Motorrad- und Seitenwagenrennfahrer Wolfgang Stropek jährlich das „Rupert Hollaus Gedächtnisrennen“ auf dem Red Bull Ring in der Steiermark.

### Sportler des Jahres 1954
Hollaus wurde von den österreichischen Sportjournalisten am 23. Februar 1955 posthum zum Sportler des Jahres 1954 gewählt, und zwar mit 218 Stimmpunkten vor dem Skirennläufer Christian Pravda (175).

## Statistik

### Erfolge
- 1953 – Österreichischer 250-cm³-Meister
- 1954 – 125-cm³-Weltmeister auf NSU
- 5 Grand-Prix-Siege

### Isle-of-Man-TT-Siege
| Jahr | Klasse                      | Maschine | Durchschnittsgeschwindigkeit |
| ---- | --------------------------- | -------- | ---------------------------- |
| 1954 | Ultra-Lightweight (125 cm³) | NSU      | 69,57 mph (111,96 km/h)      |

### In der Motorrad-Weltmeisterschaft
| Saison | Klasse  | Motorrad   | Rennen | Siege | Podien | Punkte | Ergebnis    |
| ------ | ------- | ---------- | ------ | ----- | ------ | ------ | ----------- |
| 1953   | 125 cm³ | NSU        | 1      | –     | 1      | 4      | 9.          |
| 1953   | 250 cm³ | Moto Guzzi | 1      | –     | –      | 1      | 15.         |
| 1954   | 125 cm³ | NSU        | 4      | 4     | 4      | 32     | Weltmeister |
| 1954   | 250 cm³ | NSU        | 5      | 1     | 5      | 26     | 2.          |
| Gesamt | Gesamt  | Gesamt     | 11     | 5     | 10     | 63     |             |

## Ehrungen
- Österreichs Sportler des Jahres: 1954
- Straßenbenennung Hollausplatz an der Hainfelderstraße in Traisen[7]
- Sonderausstellung im Volkshaus Traisen bis 19. September 2021, mit dem Nachbau seines Motorrads[7]
- Rupert Hollaus Gedächtnisrennen jährlich, 2004–2010 am Salzburgring, seit 2011 am Red Bull Ring, organisiert von Wolfgang Stropek